# GeForce 400
GeForce 400 – jedenasta generacja kart graficznych firmy NVIDIA oparta na architekturze Fermi. Premiera była kilkukrotnie przekładana, pierwotnie planowano wypuszczenie kart na rynek w listopadzie 2009, ale z uwagi na problemy w wyprodukowaniu źle zaprojektowanego i bardzo skomplikowanego układu została przesunięta na pierwszy kwartał 2010.

## Opis kart
Jest on pierwszym chipem nVidii, który obsługuje DirectX 11, obsługiwany przez Windows Vista i Windows 7. Nowy model programowania wprowadza obsługę m.in. takich funkcji jak teselacja, tj. sprzętowe zwielokrotnianie ilości trójkątów, z których składa się scena, dzięki czemu obiekty zyskują bardziej naturalne i mniej kanciaste kształty.
Ponadto karta doskonale sprawdza się w zastosowaniach inżynieryjnych, wspomaga proces ray-tracingu i zaawansowane obliczenia fizyki PhysX (m.in. fizyka cieczy, gazów itp).
Procesory graficzne GF100 produkowane są w wymiarze technologicznym 40 nm przez fabrykę TSMC.
GF100 jest wyposażony w 3 miliardy tranzystorów, 448 (GeForce GTX480) lub 512 (GeForce GTX485 – niedostępny w sprzedaży) rdzeni CUDA (zorganizowanych w 16 strumieniowych multiprocesorach (klasterów) czyli 32 rdzenie CUDA na strumień), interfejs pamięci o szerokości 384 bitów (sześć kanałów o szerokości 64 bitów), 1 MB pamięci podręcznej pierwszego poziomu (podzielona na 16-kilobajtowe bloki współdzielone) oraz 768 kB pamięci podręcznej drugiego poziomu. Obsługuje do 6 GB pamięci RAM typu GDDR5 oraz standard IEEE-754-2008.
Karty graficzne oparte na rdzeniu Fermi w czasie swojej premiery w specyficznych zastosowaniach pozostają poza zasięgiem konkurencji (ATI/AMD jedno i dwuprocesorowych), tj. obliczenia GPGPU, teselacja – z uwagi na liczbę dedykowanych teselatorów, jednak specyficzna architektura zapożyczona przez NVidię z projektu na rynek kart profesjonalnych, mniejsza liczba jednostek teksturowania, problemy w produkcji (sprzedawane egzemplarze posiadają nieaktywne grupy procesorów), duża ilość pobieranej energii, głośny system chłodzenia i cena wynikająca ze skomplikowania produkcji karty oraz wielkości układu graficznego spowodowały złe przyjęcie na rynku detalicznym oraz problemy finansowe partnerów NVidii. Zmusiły firmę do szybkiego opracowania układu GF104 i GF106 mogącego konkurować ceną i wydajnością z układami graficznymi ATI serii Evergreen HD5000.
Natywnie obsługuje następujące języki i interfejsy programowania: C (CUDA), C++, DirectCompute, DirectX 11, Fortran, OpenCL, OpenGL 3.1 i OpenGL 3.2. Jest kolejnym GPU, który może wykonywać kod C++ dzięki bibliotece CUDA Toolkit.

## Produkty
| Model                 | Wprowadzenie         | Nazwa kodowa | Tranzystory (million) | Rozmiar rdzenia (mm2) | Interfejs magistrali | Konfiguracja rdzenia | Częstotliwość taktowania   | Częstotliwość taktowania               | Częstotliwość taktowania | Szczytowy współczynnik wypełnienia (ang. fillrate) | Szczytowy współczynnik wypełnienia (ang. fillrate) | Pamięć        | Pamięć               | Pamięć      | Pamięć                | TDP (Waty) | Cena (USD)  |
| Model                 | Wprowadzenie         | Nazwa kodowa | Tranzystory (million) | Rozmiar rdzenia (mm2) | Interfejs magistrali | Konfiguracja rdzenia | Taktowanie procesora (MHz) | Taktowanie jednostek cieniowania (MHz) | Taktowania pamięci (MHz) | Piksele (GP/s)                                     | Tekstury (GT/s)                                    | Rozmiar (MB)  | Przepustowość (GB/s) | Typ pamięci | Szerokość szyny (bit) | TDP (Waty) | Cena (USD)  |
| --------------------- | -------------------- | ------------ | --------------------- | --------------------- | -------------------- | -------------------- | -------------------------- | -------------------------------------- | ------------------------ | -------------------------------------------------- | -------------------------------------------------- | ------------- | -------------------- | ----------- | --------------------- | ---------- | ----------- |
| GeForce 405 (OEM)     | 16 września 2011     | GT218        | 260                   | 57                    | PCIe 2.0 x16         | 16:8:4               | 589                        | 1402                                   | 1580                     | 2.4                                                | 4.7                                                | 512 1024      | 12.6                 | DDR3        | 64                    | 25         | OEM         |
| GeForce GT 420 (OEM)  | 3 września 2010      | GF108        | 585                   | 116                   | PCIe 2.0 x16         | 48:8:4               | 700                        | 1400                                   | 1800                     | 2.8                                                | 5.6                                                | 2048          | 28.8                 | GDDR3       | 128                   | 50         | OEM         |
| GeForce GT 430 (OEM)  | 11 października 2010 | GF108        | 585                   | 116                   | PCIe 2.0 x16         | 96:16:4              | 700                        | 1400                                   | 1600 1800                | 2.8                                                | 11.2                                               | 2048          | 25.6 28.8            | GDDR3       | 128                   | 60         | OEM         |
| GeForce GT 430        | 11 października 2010 | GF108        | 585                   | 116                   | PCIe 2.0 x16         | 96:16:4              | 700                        | 1400                                   | 1800                     | 2.8                                                | 11.2                                               | 1024          | 28.8                 | GDDR3       | 128                   | 49         | $79         |
| GeForce GT 440        | 1 lutego 2011        | GF108        | 585                   | 116                   | PCIe 2.0 x16         | 96:16:4              | 810                        | 1620                                   | 1800 3200                | 3.24                                               | 13.2                                               | 512 1024 2048 | 28.8 51.2            | GDDR3 GDDR5 | 128                   | 65         | $79         |
| GeForce GT 440 (OEM)  | 11 października 2010 | GF106        | 1170                  | 238                   | PCIe 2.0 x16         | 144:24:24            | 594                        | 1189                                   | 1800                     | 14.26                                              | 14.26                                              | 1536 3072     | 43.2                 | GDDR3       | 192                   | 56         | OEM         |
| GeForce GTS 450 (OEM) | 11 października 2010 | GF106        | 1170                  | 238                   | PCIe 2.0 x16         | 144:24:24            | 790                        | 1580                                   | 1804                     | 18.96                                              | 18.96                                              | 1024 1536     | 86                   | GDDR5       | 192                   | 106        | OEM         |
| GeForce GTS 450       | 13 września 2010     | GF106        | 1170                  | 238                   | PCIe 2.0 x16         | 192:32:16            | 783                        | 1566                                   | 1804                     | 12.53                                              | 25.06                                              | 512 1024 2048 | 57.73                | GDDR3 GDDR5 | 128                   | 106        | $129        |
| GeForce GTX 460 SE    | 15 listopada 2010    | GF104        | 1950                  | 332                   | PCIe 2.0 x16         | 288:48:32            | 650                        | 1300                                   | 3400                     | 20.8                                               | 31.2                                               | 1024          | 108.8                | GDDR5       | 256                   | 150        | $160?-$180? |
| GeForce GTX 460 (OEM) | 11 października 2010 | GF104        | 1950                  | 332                   | PCIe 2.0 x16         | 336:56:24            | 650                        | 1300                                   | 3400                     | 20.8                                               | 36.4                                               | 1024          | 108.8                | GDDR5       | 256                   | 150        | OEM         |
| GeForce GTX 460       | 12 lipca 2010        | GF104        | 1950                  | 332                   | PCIe 2.0 x16         | 336:56:24            | 675                        | 1350                                   | 3600                     | 16.2                                               | 37.8                                               | 768           | 86.4                 | GDDR5       | 192                   | 150        | $199        |
| GeForce GTX 460       | 12 lipca 2010        | GF104        | 1950                  | 332                   | PCIe 2.0 x16         | 336:56:32            | 675                        | 1350                                   | 3600                     | 21.6                                               | 37.8                                               | 1024          | 115.2                | GDDR5       | 256                   | 160        | $229        |
| GeForce GTX 460 v2    | 24 września 2011     | GF114        | 1950                  | 332                   | PCIe 2.0 x16         | 336:56:24            | 778                        | 1556                                   | 4008                     | 18.67                                              | 43.57                                              | 1024          | 96.2                 | GDDR5       | 192                   | 160        | $199        |
| GeForce GTX 465       | 31 maja 2010         | GF100        | 3200                  | 529                   | PCIe 2.0 x16         | 352:44:32            | 607                        | 1215                                   | 3206                     | 19.42                                              | 26.71                                              | 1024          | 102.6                | GDDR5       | 256                   | 200        | $279        |
| GeForce GTX 470       | 26 marca 2010        | GF100        | 3200                  | 529                   | PCIe 2.0 x16         | 448:56:40            | 607                        | 1215                                   | 3348                     | 24.28                                              | 34                                                 | 1280          | 133.9                | GDDR5       | 320                   | 215        | $349        |
| GeForce GTX 480       | 26 marca 2010        | GF100        | 3200                  | 529                   | PCIe 2.0 x16         | 480:60:48            | 700                        | 1401                                   | 3696                     | 33.60                                              | 42                                                 | 1536          | 177.4                | GDDR5       | 384                   | 250        | $499        |